# 塔季扬娜·古楚
塔季扬娜·康斯坦丁诺芙娜·古楚（俄語：Татьяна Константиновна Гуцу，羅馬化：Tatiana Konstantinovna Gutsu，1976年9月5日—），生于敖德萨， 乌克兰（前苏联、独联体）体操运动员，1992年巴塞罗那奥运会女子个人全能冠军。
古楚是一位以高难度动作和大胆的编排而著称的选手，尤其是平衡木和自由体操项目上所达到的难度，不仅领先于她所处的时代，即使在她成名十余年后的今天，仍然只有为数不多的选手敢于在奥运会上使用这样高难度的动作。

## 生平

### 早期生涯
古楚于1982年开始体操训练，1988年入选苏联少年国家队。她表现出来的天赋和勤奋很快使她从同龄人中脱颖而出，成为队内的培养重点。
1990年，古楚开始在强手云集的苏联体操界崭露头角。获得欧洲锦标赛少年组团体冠军，并名列全能第一名后，古楚入选了成年国家队。接着，她连续获得全苏锦标赛全能第四名和苏联杯全能亚军。之后随队前往美国西雅图参加第二届友好运动会，虽然仅在表演赛上出场，但凭借着比很多正式选手难度更高的新颖动作赢得了观众的惊叹。在几周后举行的美苏对抗赛上，古楚作为正式选手参赛，名列全能第四。

### 1991年至1992年
1991年古楚的体操生涯进入了成熟阶段。在当年举行的最后一届全苏锦标赛上，她获得了全能冠军；紧接着又在欧洲杯上横扫个人全能和所有四个单项的金牌，毫无争议地锁定了代表苏联队出战印第安纳波利斯第26届世界体操锦标赛的主力位置。
世锦赛上，古楚和队友们为苏联女子体操赢得了历史上最后一个团体世界冠军。个人方面，她名列全能比赛第五名，收获了高低杠和平衡木两枚银牌。除了继续保持高难度的动作成套外，技术上的日趋成熟，加上一贯稳定的发挥，使她成为这一时代最优秀的体操选手之一。
苏联解体后，古楚代表乌克兰参加1992年春举行的传统赛事莫斯科新闻杯体操赛，出色的发挥为她赢得了全能冠军，以及高低杠和自由体操两枚单项金牌。但在巴黎世界体操锦标赛上，代表独联体参赛的古楚表现不佳，四个单项均未能进入最后的决赛。
经过一段时间的调整后，古楚在独联体杯的全能比赛中夺冠。随后在法国南特举行的第19届欧洲锦标赛上成为了该届赛事最成功的选手，她收获了所有项目的奖牌：全能、跳马和高低杠金牌、平衡木银牌和自由体操铜牌，从而被广泛认为是争夺奥运会全能冠军的热门人选。

### 1992年奥运会
1992年奥运会期间，古楚是独联体女子体操队的绝对主力。团体决赛自选动作比赛时，除跳马外，其余三个项目她都被安排压轴出场，这在一定程度上体现了教练组对她的看重。决赛中古楚的开局非常不错，她在跳马和高低杠上均获得高分，尤其高低杠获得了全场最高的9.962分。但在平衡木比赛中，古楚上木后没有站稳掉下器械，这个失误导致她在这项自己被看好夺金的项目上失去了进入单项决赛的资格。虽然如此，她仍在自由体操比赛中发挥正常，确保独联体队击败强敌罗马尼亚和美国队夺得团体冠军。
古楚取得了进入高低杠和自由体操两项决赛的资格。全能方面，虽然她的个人总分名列全部选手中的第九位，在前36名之内，但因为她是独联体队中总分排名第四的选手，按照当时的规定，同一个国家只能取排名前三位的选手参加全能决赛。因此从理论上来说，古楚已经失去了角逐全能冠军的机会。但两天后事情出现了转机，独联体队官方宣布取得决赛资格的罗萨莉娅·加利耶娃（Rozalia Galiyeva）因为膝伤退出比赛，这使古楚顺延取得了参赛资格。
巴塞罗那奥运会的女子个人全能决赛堪称体操史上最精彩激烈的比赛之一。古楚的发挥非常稳定出色：高低杠项目获得了全场最高的9.950分，平衡木则以9.912分位列全场第二，自由体操的9.925分也让她跻身前三。但她的主要对手们也没有犯错，前三轮比完，比分差距并未拉开。当时古楚以29.787的总分和罗马尼亚选手拉维尼亚·米洛索维奇（Lavinia Miloşovici）并列第一，她的队友斯维特兰娜·博金斯卡娅紧随其后，美国选手香农·米勒（Shannon Miller）名列第四。最后一轮米洛索维奇和博金斯卡娅分别出现了一定程度的失误，这使古楚和米勒在跳马上的对决决定了金牌的归属。古楚的最后一跳采用了当时的主流动作尤尔琴科360，得分9.950虽然仅是决赛上该项目的第五高分（而米勒取得了全场最高分），但之前累积的优势足以使她击退米勒的挑战，以0.012分的微弱优势夺冠。米勒和米洛索维奇分列第二、三名。
在随后进行的单项决赛中，古楚又收获了一枚高低杠银牌和一枚自由体操铜牌，最终以2金1银1铜的成绩结束了奥运之行。

### 奥运会之后
奥运会结束后，古楚和其他一些著名选手一起参加体操巡回表演。之后她参加了DTB杯国际体操赛，但由于训练不系统状态下滑而未能取得理想成绩。
古楚在她体操生涯的最后一段时间里，一直受到背伤的困扰，脊椎上有两处应力性骨折，奥运会期间伤势加重，这使她产生了退役的念头。再加上和乌克兰体操协会的矛盾日益激烈，最终导致她在1993年宣布退役，随后不久移居美国，从事体操教练工作，并于2003年取得了美国国籍。

## 主要成绩
古楚在四个单项上的主要技术动作均达到了当时的最高难度水平——她是体操史上最早完成尤尔琴科720这一跳马动作的选手之一；高低杠的后直两周下和直体旋下；在自由体操比赛中，她使用了后直两周作为开场和结束动作，至今仍只有极少数选手能做到这一点；平衡木上的难度尤其突出，除了踺子拉拉提上木和后团站木外，她的下法或许是这个项目历史上难度最高的——三个连续后手翻接团身旋下。
历年主要成绩
1990年欧锦赛少年组：全能第一
1990年苏联杯：全能亚军
1991年莫斯科新闻杯：全能冠军，跳马、高低杠冠军，平衡木、自由体操亚军
1991年全苏锦标赛：全能冠军，自由体操亚军，高低杠第三
1991年欧洲杯：全能冠军，跳马、高低杠、平衡木、自由体操冠军
1991年世锦赛：团体冠军，高低杠、平衡木亚军
1992年莫斯科新闻杯：全能冠军，高低杠、自由体操冠军，跳马亚军，平衡木第三
1992年独联体杯：全能冠军
1992年欧锦赛：全能冠军，跳马、高低杠冠军，平衡木亚军，自由体操第三
1992年奥运会：团体冠军，全能冠军，高低杠亚军，自由体操第三